# Honda Indy Grand Prix of Alabama 2015
Der Honda Indy Grand Prix of Alabama 2015 fand am 26. April im Barber Motorsports Park in Birmingham, Alabama, Vereinigte Staaten statt und war das vierte Rennen der IndyCar Series 2015.

## Berichte

### Hintergrund
Nach dem Toyota Grand Prix of Long Beach führte Juan Pablo Montoya in der Fahrerwertung mit drei Punkten vor Hélio Castroneves und mit 26 Punkten vor Tony Kanaan.
Im Starterfeld gab es zwei Fahrerwechsel. Sage Karam kehrte nach einem Rennen Pause zu Chip Ganassi Racing zurück und übernahm das Fahrzeug von Sebastián Saavedra. Die beiden Fahrer teilten sich das Cockpit in dieser Saison. Bei Dale Coyne Racing debütierte Rodolfo González in der IndyCar Series. Er übernahm das Auto, das beim Rennen zuvor von Conor Daly gefahren worden war.
Mit Will Power, Ryan Hunter-Reay (jeweils zweimal) und Castroneves (einmal) traten alle ehemaligen Sieger zu diesem Grand Prix an.

### Training
Es gab zwei Trainingssitzungen am Samstag. Im ersten Training fuhr Scott Dixon die schnellste Runde vor Power und Luca Filippi, der erstmals auf dieser Strecke fuhr.
Im zweiten Training übernahm Power die Führung vor Castroneves und Dixon. In beiden Trainings waren die Chevrolet-Autos denen von Honda überlegen. Das zweite Training wurde zweimal unterbrochen. Zunächst drehte sich González und blieb auf der Strecke stehen. Sein Motor wurde neugestartet und er nahm das Rennen wieder auf. Die zweite Unterbrechung trat fünf Minuten vor dem Ende ein, als sich Filippi drehte und stehen blieb.

### Qualifying
Der erste Abschnitt des Zeittrainings wurde nach dem üblichen Qualifying-System für Straßenkurse in zwei Gruppen ausgetragen. Die sechs schnellsten Piloten jeder Gruppe kamen ins zweite Segment. Die restlichen Startpositionen wurden aus dem Ergebnis des ersten Qualifyingabschnitts bestimmt, wobei den Fahrern der ersten Gruppe die ungeraden Positionen ab 13, und den Fahrern der zweiten Gruppe die geraden Positionen ab 14 zugewiesen wurden. In der ersten Gruppe fuhr Simon Pagenaud die schnellste Runde, in der zweiten Gruppe war Dixon der schnellste Pilot. In der zweiten Gruppe hielt Francesco Dracone Hunter-Reay auf. Beide schieden aus, wobei Dracone den letzten Platz belegte und Hunter-Reay 18. wurde.
Im zweiten Segment der Qualifikation qualifizierten sich die sechs schnellsten Fahrer für den finalen Abschnitt. Power erzielte die schnellste Rundenzeit. Neben ihm schafften es Castroneves, Pagenaud, Dixon, Kanaan und Josef Newgarden in den dritten Teil des Qualifyings, die sogenannten Firestone Fast Six. Somit schaffte es kein Honda-Pilot in den letzten Abschnitt. Bester Honda-Fahrer war Graham Rahal auf Platz acht.
Im dritten Teil fuhr schließlich Castroneves die schnellste Zeit und erzielte die Pole-Position vor seinen Teamkollegen Power und Pagenaud. Es war Castroneves 43. IndyCar-Pole-Position. Das Qualifying fand größtenteils auf trockener Strecke statt. Eine Minute vor dem Ende begann es an der Strecke zu regnen und gewittern.

### Abschlusstraining
Im Abschlusstraining fuhr Dixon die schnellste Runde vor Power und Pagenaud.

### Rennen
Beim Start behielt Castroneves die Führung. Power behinderte seinen Teamkollegen Pagenaud und erhielt dafür eine Verwarnung. Newgarden verbesserte sich beim Start von Platz fünf auf drei hinter Pagenaud und Castroneves. Castroneves ging in der 18. Runde an die Box, sodass Pagenaud die Führung übernahm. Bei Castroneves gab es ein Problem am rechten Vorderrad, sodass sich der Stopp verzögerte und er hinter Newgarden, der ebenfalls stoppte, zurückfiel. Kurz darauf gab es eine Gelbphase, da in der vierten Kurve Trümmerteile auf der Strecke lagen. In dieser ging Pagenaud an die Box an Newgarden übernahm die Führung. Power kollidierte bei seinem ersten Stopp beim Zurückfahren auf die Strecke mit Takuma Satō und erhielt dafür eine Durchfahrtsstrafe. Beide Fahrer fuhren weiter.
Newgarden behielt die Führung beim Restart. In der 34. Runde kollidierten Stefano Coletti und James Jakes in der fünften Kurve. Beide Piloten fuhren weiter, allerdings gab es zur Fahrzeugbergung eine Gelbphase. In dieser gingen viele Fahrer – unter anderem Newgarden – an die Box. Rahal blieb auf der Strecke und übernahm die Führung, die er beim Restart behielt. Rahal ging zwölf Runden nach Newgarden an die Box. Kurzzeitig führten James Hinchcliffe, Sébastien Bourdais und Montoya das Rennen an, bevor Newgarden wieder in Führung ging. Zum Aufgehen seiner Strategie sparte Newgarden in der zweiten Rennhälfte Reifen und Treibstoff.
In der 62. Runde ging Newgarden erneut an die Box und Dixon übernahm für zwei Runden die Führung, bevor er wieder hinter Newgarden zurückfiel. Rahal führte anschließend für fünf Runden, bis auch er zu seinem letzten Stopp an die Box ging. Rahal fiel auf den sechsten Platz zurück mit 20 Sekunden Rückstand auf den wieder führenden Newgarden. Da Rahal keinen Treibstoff sparen musste und bessere Reifen hatte, machte er schnell einige Positionen gut, in dem er an Power und Hunter-Reay vorbeiging. Hunter-Reay war in der Anfangsphase von Karam abgedrängt worden und gelangte mit einer Off-Sequence-Strategie in die Spitzengruppe.
In der 82. Runde überholte Newgarden Castroneves und übernahm die dritte Position hinter Dixon und Newgarden. Castroneves verkalkulierte sich mit dem Benzinverbrauch und ging in der letzten Runde noch einmal an die Box, sodass er aus den Top 10 herausfiel. Newgarden hingegen holte weiter auf die Spitze auf und überholte in der letzten Runde Dixon, der Schwierigkeiten mit seinen Vorderreifen hatte.
Newgarden gewann schließlich mit 2,2 Sekunden Vorsprung auf Rahal. Es war Newgardens erster IndyCar-Sieg und auch der erste für seinen Rennstall CFH Racing, der erst zu Saisonbeginn aus einer Fusion von Sarah Fisher Hartman Racing und Ed Carpenter Racing entstanden war. Mit insgesamt 46 Führungsrunden lag Newgarden in diesem Rennen in mehr als doppelt so vielen Runden vorne wie in seiner bisherigen Karriere. Dixon wurde Dritter und stand damit beim sechsten Honda Indy Grand Prix of Alabama erneut auf dem Podium. Ein Sieg gelang ihm somit erneut nicht. Power beendete das Rennen auf dem vierten, Hunter-Reay auf dem fünften Platz. Die Top 10 komplettierten Carlos Muñoz, Hinchcliffe, Bourdais, Pagenaud und Marco Andretti. Damit schafften es je fünf Chevrolet- und Honda-Piloten unter die ersten Zehn, nachdem im Qualifying acht Chevrolet und zwei Honda an der Spitze des Feldes lagen. Wie beim vorigen Rennen kamen alle 23 gestarteten Fahrer ins Ziel.
In der Fahrerwertung behielt Montoya, der sich im Rennen zweimal den Frontflügel beschädigte und auf dem 14. Platz ins Ziel kam, seine Führung vor Castroneves. Dixon verbesserte sich auf den dritten Platz, während sein Teamkollege Kanaan auf den siebten Rang zurückfiel.

## Meldeliste
Alle Teams und Fahrer verwendeten das Chassis Dallara DW12 und Reifen von Firestone.
| Team                           | Nr. | Fahrer             | Aero-Kit/Motor |
| ------------------------------ | --- | ------------------ | -------------- |
| Verizon Team Penske            | 01  | Will Power         | Chevrolet      |
| Team Penske                    | 02  | Juan Pablo Montoya | Chevrolet      |
| Team Penske                    | 03  | Hélio Castroneves  | Chevrolet      |
| Team Penske                    | 22  | Simon Pagenaud     | Chevrolet      |
| KV Racing Technology           | 04  | Stefano Coletti    | Chevrolet      |
| Schmidt Peterson Motorsports   | 05  | James Hinchcliffe  | Honda          |
| Schmidt Peterson Motorsports   | 07  | James Jakes        | Honda          |
| Chip Ganassi Racing Teams      | 08  | Sage Karam         | Chevrolet      |
| Chip Ganassi Racing Teams      | 09  | Scott Dixon        | Chevrolet      |
| Chip Ganassi Racing Teams      | 10  | Tony Kanaan        | Chevrolet      |
| Chip Ganassi Racing Teams      | 83  | Charlie Kimball    | Chevrolet      |
| KVSH Racing                    | 11  | Sébastien Bourdais | Chevrolet      |
| A. J. Foyt Enterprises         | 14  | Takuma Satō        | Honda          |
| A. J. Foyt Enterprises         | 41  | Jack Hawksworth    | Honda          |
| Rahal Letterman Lanigan Racing | 15  | Graham Rahal       | Honda          |
| Dale Coyne Racing              | 18  | Rodolfo González   | Honda          |
| Dale Coyne Racing              | 19  | Francesco Dracone  | Honda          |
| CFH Racing                     | 20  | Luca Filippi       | Chevrolet      |
| CFH Racing                     | 67  | Josef Newgarden    | Chevrolet      |
| Andretti Autosport             | 26  | Carlos Muñoz       | Honda          |
| Andretti Autosport             | 27  | Marco Andretti     | Honda          |
| Andretti Autosport             | 28  | Ryan Hunter-Reay   | Honda          |
| BHA with Curb Agajanian        | 98  | Gabby Chaves       | Honda          |

Quelle: 

## Klassifikationen

### Qualifying
| Pos. | Fahrer             | Team                           | Fahrzeug          | Gruppe 1  | Gruppe 2  | Top 12    | FF6       | Start |
| ---- | ------------------ | ------------------------------ | ----------------- | --------- | --------- | --------- | --------- | ----- |
| 01   | Hélio Castroneves  | Team Penske                    | Dallara-Chevrolet | 1:07,2631 | —         | 1:06,8790 | 1:07,1925 | 01    |
| 02   | Will Power         | Verizon Team Penske            | Dallara-Chevrolet | —         | 1:06,9973 | 1:06,8050 | 1:07,3833 | 02    |
| 03   | Simon Pagenaud     | Team Penske                    | Dallara-Chevrolet | 1:07,1072 | —         | 1:07,0586 | 1:07,6383 | 03    |
| 04   | Scott Dixon        | Chip Ganassi Racing Teams      | Dallara-Chevrolet | —         | 1:06,9406 | 1:07,0940 | 1:07,6938 | 04    |
| 05   | Josef Newgarden    | CFH Racing                     | Dallara-Chevrolet | 1:07,2853 | —         | 1:07,2251 | 1:07,8922 | 05    |
| 06   | Tony Kanaan        | Chip Ganassi Racing Teams      | Dallara-Chevrolet | —         | 1:07,6242 | 1:07,2059 | 1:07,9426 | 06    |
| 07   | Sébastien Bourdais | KVSH Racing                    | Dallara-Chevrolet | —         | 1:07,3141 | 1:07,2462 | —         | 07    |
| 08   | Graham Rahal       | Rahal Letterman Lanigan Racing | Dallara-Honda     | 1:07,5198 | —         | 1:07,3903 | —         | 08    |
| 09   | Luca Filippi       | CFH Racing                     | Dallara-Chevrolet | 1:07,5023 | —         | 1:07,6302 | —         | 09    |
| 10   | James Hinchcliffe  | Schmidt Peterson Motorsports   | Dallara-Honda     | —         | 1:07,4708 | 1:07,6626 | —         | 10    |
| 11   | Charlie Kimball    | Chip Ganassi Racing Teams      | Dallara-Chevrolet | —         | 1:07,3842 | 1:07,8405 | —         | 11    |
| 12   | Sage Karam         | Chip Ganassi Racing Teams      | Dallara-Chevrolet | 1:07,5355 | —         | 1:07,8930 | —         | 12    |
| 13   | Marco Andretti     | Andretti Autosport             | Dallara-Honda     | 1:07,6295 | —         | —         | —         | 13    |
| 14   | James Jakes        | Schmidt Peterson Motorsports   | Dallara-Honda     | —         | 1:07,9671 | —         | —         | 14    |
| 15   | Juan Pablo Montoya | Team Penske                    | Dallara-Chevrolet | 1:07,7235 | —         | —         | —         | 15    |
| 16   | Stefano Coletti    | KV Racing Technology           | Dallara-Chevrolet | —         | 1:07,9947 | —         | —         | 16    |
| 17   | Gabby Chaves       | BHA with Curb Agajanian        | Dallara-Honda     | 1:07,8191 | —         | —         | —         | 17    |
| 18   | Ryan Hunter-Reay   | Andretti Autosport             | Dallara-Honda     | —         | 1:07,9984 | —         | —         | 18    |
| 19   | Jack Hawksworth    | A. J. Foyt Enterprises         | Dallara-Honda     | 1:08,0082 | —         | —         | —         | 19    |
| 20   | Takuma Satō        | A. J. Foyt Enterprises         | Dallara-Honda     | —         | 1:08,2541 | —         | —         | 20    |
| 21   | Rodolfo González   | Dale Coyne Racing              | Dallara-Honda     | 1:08,5259 | —         | —         | —         | 21    |
| 22   | Carlos Muñoz       | Andretti Autosport             | Dallara-Honda     | —         | 1:08,3533 | —         | —         | 22    |
| 23   | Francesco Dracone  | Dale Coyne Racing              | Dallara-Honda     | —         | 1:10,1133 | —         | —         | 23    |

Quellen: 

### Rennen
| Pos. | Fahrer             | Team                           | Fahrzeug          | Runden | Zeit         | Start | Führungsrunden |
| ---- | ------------------ | ------------------------------ | ----------------- | ------ | ------------ | ----- | -------------- |
| 01   | Josef Newgarden    | CFH Racing                     | Dallara-Chevrolet | 90     | 1:55:53,0630 | 05    | 46             |
| 02   | Graham Rahal       | Rahal Letterman Lanigan Racing | Dallara-Honda     | 90     | + 2,2061     | 08    | 17             |
| 03   | Scott Dixon        | Chip Ganassi Racing Teams      | Dallara-Chevrolet | 90     | + 4,8371     | 04    | 02             |
| 04   | Will Power         | Verizon Team Penske            | Dallara-Chevrolet | 90     | + 19,4903    | 02    | 0              |
| 05   | Ryan Hunter-Reay   | Andretti Autosport             | Dallara-Honda     | 90     | + 22,0663    | 18    | 0              |
| 06   | Carlos Muñoz       | Andretti Autosport             | Dallara-Honda     | 90     | + 24,0595    | 22    | 0              |
| 07   | James Hinchcliffe  | Schmidt Peterson Motorsports   | Dallara-Honda     | 90     | + 24,6529    | 10    | 01             |
| 08   | Sébastien Bourdais | KVSH Racing                    | Dallara-Chevrolet | 90     | + 25,4534    | 07    | 02             |
| 09   | Simon Pagenaud     | Team Penske                    | Dallara-Chevrolet | 90     | + 30,6139    | 03    | 03             |
| 10   | Marco Andretti     | Andretti Autosport             | Dallara-Honda     | 90     | + 33,4777    | 13    | 0              |
| 11   | Luca Filippi       | CFH Racing                     | Dallara-Chevrolet | 90     | + 34,1607    | 09    | 0              |
| 12   | Charlie Kimball    | Chip Ganassi Racing Teams      | Dallara-Chevrolet | 90     | + 34,6792    | 11    | 0              |
| 13   | Tony Kanaan        | Chip Ganassi Racing Teams      | Dallara-Chevrolet | 90     | + 35,3334    | 06    | 0              |
| 14   | Juan Pablo Montoya | Team Penske                    | Dallara-Chevrolet | 90     | + 36,6361    | 15    | 01             |
| 15   | Hélio Castroneves  | Team Penske                    | Dallara-Chevrolet | 90     | + 39,4194    | 01    | 18             |
| 16   | Gabby Chaves       | BHA with Curb Agajanian        | Dallara-Honda     | 90     | + 45,8965    | 17    | 0              |
| 17   | Takuma Satō        | A. J. Foyt Enterprises         | Dallara-Honda     | 90     | + 50,8442    | 20    | 0              |
| 18   | Sage Karam         | Chip Ganassi Racing Teams      | Dallara-Chevrolet | 90     | + 55,1372    | 12    | 0              |
| 19   | Stefano Coletti    | KV Racing Technology           | Dallara-Chevrolet | 90     | + 55,4160    | 16    | 0              |
| 20   | Rodolfo González   | Dale Coyne Racing              | Dallara-Honda     | 90     | + 1:07,9855  | 21    | 0              |
| 21   | Jack Hawksworth    | A. J. Foyt Enterprises         | Dallara-Honda     | 90     | + 1:13,1828  | 19    | 0              |
| 22   | James Jakes        | Schmidt Peterson Motorsports   | Dallara-Honda     | 89     | + 1 Runde    | 14    | 0              |
| 23   | Francesco Dracone  | Dale Coyne Racing              | Dallara-Honda     | 89     | + 1 Runde    | 23    | 0              |

Quellen: 

#### Führungsabschnitte
| Abschnitt | Runden | Fahrer             |
| --------- | ------ | ------------------ |
| 01        | 1–18   | Hélio Castroneves  |
| 02        | 19–21  | Simon Pagenaud     |
| 03        | 22–34  | Josef Newgarden    |
| 04        | 35–46  | Graham Rahal       |
| 05        | 47     | James Hinchcliffe  |
| 06        | 48–49  | Sébastien Bourdais |
| 07        | 50     | Juan Pablo Montoya |
| 08        | 51–62  | Josef Newgarden    |
| 09        | 63–64  | Scott Dixon        |
| 10        | 65–69  | Graham Rahal       |
| 11        | 70–90  | Josef Newgarden    |

Quellen: 

#### Gelbphasen
| Nr. | Dauer | Runden | Grund für Gelbphase                                           |
| --- | ----- | ------ | ------------------------------------------------------------- |
| 1   | 20–23 | 4      | Trümmerteile in Kurve 4                                       |
| 2   | 34–38 | 5      | Kontakt: Stefano Coletti (#4) und James Jakes (#7) in Kurve 5 |

Quellen: 

## Punktestände nach dem Rennen

### Fahrerwertung
Die Punktevergabe wird hier erläutert.
| Pos. | Fahrer             | Punkte |
| ---- | ------------------ | ------ |
| 01.  | Juan Pablo Montoya | 136    |
| 02.  | Hélio Castroneves  | 133    |
| 03.  | Scott Dixon        | 123    |
| 04.  | Josef Newgarden    | 119    |
| 05.  | Will Power         | 112    |
| 06.  | James Hinchcliffe  | 110    |
| 07.  | Tony Kanaan        | 110    |
| 08.  | Graham Rahal       | 103    |
| 09.  | Simon Pagenaud     | 96     |

| Pos. | Fahrer             | Punkte |
| ---- | ------------------ | ------ |
| 10.  | Sébastien Bourdais | 91     |
| 11.  | Carlos Muñoz       | 84     |
| 12.  | Ryan Hunter-Reay   | 81     |
| 13.  | Marco Andretti     | 81     |
| 14.  | Luca Filippi       | 69     |
| 15.  | James Jakes        | 62     |
| 16.  | Charlie Kimball    | 58     |
| 17.  | Jack Hawksworth    | 57     |
| 18.  | Gabby Chaves       | 56     |

| Pos. | Fahrer              | Punkte |
| ---- | ------------------- | ------ |
| 19.  | Takuma Satō         | 50     |
| 20.  | Simona de Silvestro | 44     |
| 21.  | Stefano Coletti     | 41     |
| 22.  | Sage Karam          | 35     |
| 23.  | Francesco Dracone   | 30     |
| 24.  | Sebastián Saavedra  | 20     |
| 25.  | Carlos Huertas      | 20     |
| 26.  | Conor Daly          | 13     |
| 27.  | Rodolfo González    | 10     |